# Драгомарецький Сергій Дмитрович
Сергій Дмитрович Драгомарецький (нар. 16 січня 1955 — 16 травня 1996, Одеська область) — український діяч, докторант кафедри економічної теорії Одеського державного економічного університету. Кандидат економічних наук. Народний депутат України 2-го скликання (у 1994—1996).

## Біографія
Закінчив Одеський інститут інженерів моського флоту, інженер-економіст. Член КПРС.
На початку 1990-х працював ді-джеєм Порт-клуба Одеси.
Доцент, до 1994 року був докторантом кафедри економічної теорії Одеського державного економічного університету. Член КПУ, член ЦК КПУ.
Народний депутат України 2-го демократичного скликання з .04.1994 (2-й тур) до .05.1996, Іллічівський виборчий округ № 295, Одеська область. Член Комісії з питань економічної політики та управління народного господарства; голова Контрольної комісії Верховної Ради України з питань приватизації. Член депутатської фракції комуністів.
Загинув у автомобільній аварії 16 травня 1996 року.

### Обставини автомобільної аварії
Автокатастрофа на трасі Київ-Одеса на межі Миколаївської обл. за нез'ясованих обставин депутатів з Одещини С.Драгомарецького і М.Мясковського, які розслідували махінації Л.Кучми. Ухиляючись від зустрічної машини, їх автомобіль з'їхав в кювет і врізався в дерево. Драгомарецький був Головою Контрольної комісії ВРУ з питань приватизації. Загинув також власник машини, яка забрала депутатів з Києва для участі у сесії Одеської міськради. Міліція підібрала Мясковського і власника машини, які померли в лікарні, а Драгомарецького виявила лише повернувшись повторно на місце події, хоча саме він був за кермом.